# Parc de la Rivière-Gentilly
Parc de la Rivière-Gentilly är en park i Kanada.   Den ligger i provinsen Québec, i den sydöstra delen av landet, 280 km öster om huvudstaden Ottawa. Parc de la Rivière-Gentilly ligger 75 meter över havet.
Terrängen runt Parc de la Rivière-Gentilly är platt. Runt Parc de la Rivière-Gentilly är det ganska glesbefolkat, med 34 invånare per kvadratkilometer.. Närmaste större samhälle är Bécancour, 16,6 km väster om Parc de la Rivière-Gentilly. 
I omgivningarna runt Parc de la Rivière-Gentilly växer i huvudsak blandskog.